# Бородино (Камешковский район)
Бородино — деревня в Камешковском районе Владимирской области России, входит в состав Пенкинского муниципального образования.

## География
Деревня расположена в 8 км на запад от центра поселения деревни Пенкино и в 23 км на юго-запад от райцентра Камешково близ автодороги М-7 «Волга».

## История
В конце XIX — начале XX века деревня входила в состав Пенкинской волости Владимирского уезда, с 1924 года — в составе Второвской волости. В 1859 году в деревне числилось 75 дворов, в 1905 году — 79 дворов, в 1926 году — 76 хозяйств.
С 1929 года деревня являлась центром Бородинского сельсовета Владимирского района, с 1940 года — в составе Гатихинского сельсовета Камешковского района, с 1954 года — в составе Пенкинского сельсовета, с 2005 года — в составе Пенкинского муниципального образования.

## Население
| 1859 | 1905 | 1926 |
| ---- | ---- | ---- |
| 427  | 353  | 321  |

| 1859 | 1905 | 1926 | 2002 | 2010 | 2021 |
| ---- | ---- | ---- | ---- | ---- | ---- |
| 427  | ↘353 | ↘321 | ↘23  | ↗29  | ↗63  |